# Wu (Familienname)
Wu ist ein chinesischer Familienname.

## Namensträger

### Familienname vorangestellt

#### A
- Wu Aiying (* 1951), chinesische Politikerin

#### B
- Wu Bai (* 1968), taiwanischer Rocksänger und Songwriter
- Wu Bangguo (1941–2024), chinesischer Politiker
- Wu Bin (≈ 1560–1620), chinesischer Maler

#### C
- Wu Chang Rung (* 1957), taiwanischer Tennisspieler
- Wu Changshuo (1844–1927), chinesischer Maler und Kalligraph
- Wu Chao (Freestyle-Skier) (* 1987), chinesischer Freestyle-Skier
- Wu Chao (Gewichtheber) (* 1992), chinesischer Gewichtheber
- Wu Cheng’en (≈ 1500–1582), chinesischer Schriftsteller und Dichter
- Wu Chengshu (* 1996), chinesische Fußballspielerin
- Wu Chengzhen (* 1957), chinesische Frau
- Wu Chia-ju (* 1999), taiwanische Stabhochspringerin
- Wu Chibing (* 1964), chinesischer Badmintonspieler
- Wu Chih-Chi (* 1986), taiwanischer Tischtennisspieler
- Wu Ching-Kuo (* 1946), taiwanischer Sportfunktionär, Ingenieur und Unternehmer
- Wu Chun Ming (* 1997), Fußballspieler für Hongkong
- Wu Chun-wei (* 1984), taiwanischer Badmintonspieler

#### D
- Wu Dajing (* 1994), chinesischer Shorttracker
- Wu Dan (* 1968), chinesische Volleyballspielerin
- Wu Den-yih (* 1948), taiwanischer Politiker
- Wu Di (Kameramann) (邬迪, Wū Dí), chinesischer Kameramann
- Wu Di (Softballspielerin) (吴迪, Wú Dí, * 1982), chinesische Softballspielerin
- Wu Di (Tennisspieler) (吴迪, Wú Dí, * 1991), chinesischer Tennisspieler
- Wu Di (Basketballspielerin) (吴迪, Wú Dí, * 1993), chinesische Basketballspielerin
- Wu Ding († 1266 v. Chr.), chinesischer König
- Wu Dixi (* 1962), chinesische Badmintonspielerin

#### F
- Wu Fang-hsien (* 1999), taiwanische Tennisspielerin
- Wu Faxian (1915–2004), chinesischer Politiker und Generalleutnant

#### G
- Wu Guanzheng (* 1938), chinesischer Politiker
- Wu Guanzhong (1919–2010), chinesischer Maler und Hochschullehrer
- Wu Guixian (1938–2025), chinesische Politikerin

#### H
- Wu Haiyan (* 1993), chinesische Fußballspielerin
- Wu Han (1909–1969), chinesischer Historiker und Schriftsteller
- Wu Hanxiong (* 1981), chinesischer Fechter
- Wu Hao, chinesischer Dokumentarfilmer und Blogger
- Wu Haoqing (1914–2010), chinesischer Chemiker
- Wu Ho-ching (* 1991), chinesische Tennisspielerin (Hongkong)
- Wu Hongbo (* 1952), chinesischer Diplomat
- Wu Hongjiao (* 2003), chinesische Mittelstreckenläuferin
- Wu Hsien (1893–1959), chinesischer Biochemiker
- Wu Hsiao-lin (* 1995), taiwanischer Badmintonspieler
- Wu Hui-ju (* 1982), taiwanische Bogenschützin
- Wu Huimin (* 1978), chinesische Badmintonspielerin

#### J
- Wu Ji (Ingenieur) (* 1958), chinesischer Nachrichtentechnik-Ingenieur, Direktor des Nationalen Zentrums für Weltraumwissenschaften
- Wu Jiaduo (* 1977), deutsche Tischtennisspielerin chinesischer Abstammung
- Wu Jian (* 1986), chinesischer Diskuswerfer
- Wu Jianmin (1939–2016), chinesischer Diplomat
- Wu Jianquan (1870–1942), chinesischer Kampfkünstler
- Wu Jianqiu (* 1962), chinesische Badmintonspielerin
- Wu Jiaqing (* 1989), taiwanisch-chinesischer Poolbillardspieler
- Wu Jiaxing (* 1990), chinesischer Kugelstoßer
- Wu Jieping (1917–2011), chinesischer Mediziner und Politiker
- Wu Jin-yun (1938–2022), taiwanesische Leichtathletin

- Wu Jing (Östliche Han-Dynastie) 吳景 / 吴景 († 203), chinesischer General und Beamter
- Wu Jing (Tang-Dynastie) 吳兢 / 吴兢 (670–749), Gelehrter
- Wu Jing (Ming-Dynastie) 吳敬 / 吴敬 (15. Jh.), Mathematiker
- Wu Jing bzw. Wu Jin 吳京 / 吴京 (1934–2008), taiwanesischer Physiker (Strömungsmechanik) und Bildungsminister
- Wu Jing (Schauspielerin, 1949) 吳竞 / 吴竞
- Wu Jing (Schauspieler, 1974) 吳京 / 吴京
- Wu Jingbiao (* 1989), chinesischer Gewichtheber
- Wu Jinglian (* 1930), chinesischer Wirtschaftswissenschaftler
- Wu Jingyu (* 1987), chinesische Taekwondoin
- Wu Jingzi (1701–1754), chinesischer Schriftsteller
- Wu Jintao (* 1975), chinesischer Skilangläufer
- Wu Junsheng (* 1940), chinesischer Badmintonspieler

#### K
- Wu Ken (* 1961), chinesischer Diplomat
- Wu Kwok Hung (1949–2015), chinesischer Fußballspieler

#### L
- Wu Lei (* 1991), chinesischer Fußballspieler
- Wu Lei (Leichtathlet) (* 1996), chinesischer Sprinter
- Wu Lien-teh (1879–1960), chinesischer Arzt und Gesundheitsfunktionär
- Wu Lihong (* 1968), chinesischer Umweltaktivist
- Wu Li-hua (* 1969), taiwanische Politikerin
- Wu Lingmei (* 1973), chinesische Dreispringerin

#### M
- Wu Ma (1942–2014), chinesischer Schauspieler
- Wu Man (* 1963), chinesische Pipaspielerin
- Wu Maw-Kuen (* 1949), chinesischer Physiker
- Wu Meixu (* 2000), chinesische Tennisspielerin
- Wu Meng (* 2002), chinesische Freestyle-Skierin
- Wu Min, Vater von Ngô Quyền
- Wu Min-hsun (* 1974), taiwanische Fußballspielerin
- Wu Ming-Yi (* 1971), taiwanischer Autor von Romanen, Erzählungen und Sachbüchern, Künstler, Umweltaktivist und Hochschullehrer
- Wu Minxia (* 1985), chinesische Wasserspringerin

#### P
- Wu Pak Chiu (~1913–1974; Gregorio Wu), chinesischer Opernsänger und Schauspieler
- Wu Pao-chun (* 1970), taiwanischer Bäckermeister
- Wu Pei Fu, japanischer General
- Wu Peifu (1874–1939), chinesischer Warlord
- Wu Peng (Schwimmer) (* 1987), chinesischer Schwimmer
- Wu Peng (Kletterer) (* 2002), chinesischer Sportkletterer
- Wu Penggen (* 1982), chinesischer Beachvolleyballspieler
- Wu Ping-jui (* 1966), taiwanischer Politiker

#### Q
- Wu Qianlian (* 1968), taiwanische Schauspielerin und Sängerin
- Wu Qianlong (* 1990), chinesischer Geher
- Wu Qidi (* 1947), chinesische Wissenschaftlerin
- Wu Qijun (1789–1846), chinesischer Beamter und Gelehrter der Qing-Zeit
- Wu Quan, ursprünglicher Name von Ngô Quyền (897–944), direkter Nachfahre von Wu Tai Bo

#### R
- Wu Ruiting (* 1995), chinesischer Dreispringer
- Wu Rukang (* 1916), chinesischer Paläoanthropologe

#### S
- Wu Sangui (1612–1678), chinesischer Militär
- Wu Sha (* 1987), chinesische Stabhochspringerin
- Wu Shaotong (* 1998), chinesische Snowboarderin
- Wu Shaoxiang (* 1957), chinesisch-österreichischer Künstler
- Wu Shenghua (1990 promoviert), taiwanischer Pilzkundler
- Wu Shengjun (* 1987), chinesischer Radrennfahrer
- Wu Shu (Gelehrter) 吴淑 (947–1002), chinesischer Gelehrter aus der Zeit der Nördlichen Song-Dynastie
- Wu Shude (* 1959), chinesischer Gewichtheber
- Wu Shuijiao (* 1991), chinesische Hürdenläuferin
- Wu Su-ching (* 1970), taiwanische Fußballspielerin
- Wu Sugong (Su-Kung Wu; 1935–2013), chinesischer Botaniker
- Wu Sz-huai (* 1951), taiwanischer Offizier und Politiker

#### T
- Wu Ta-You (1907–2000), chinesischer Physiker
- Wu Tai Bo (späterer Name von Ji Tai Bo), Begründer des Staates Wu
- Wu Tang (Mediziner) 吴瑭 (1758–1836), auch Wu Jutong, chinesischer Mediziner
- Wu Tao (* 1983), chinesischer Diskuswerfer
- Wu Teh Yao (1915–1994), chinesischer Pädagoge, Politikwissenschaftler und Präsident der Tunghai-Universität
- Wu Ti-jung (* 1993), taiwanische Badmintonspielerin
- Wu Tianming (1939–2014), chinesischer Regisseur und Produzent
- Wu Tung-lin (* 1998), taiwanischer Tennisspieler
- Wu Tong (* 1971), chinesischer Cheng- und Dawuspieler und Sänger

#### W
- Wu Wei (Musiker) (* 1970), chinesischer Musiker
- Wu Wei (Architekt) (* 1971), chinesischer Architekt
- Wu Wei (* 1981), Badmintonspieler aus Hongkong, siehe Ng Wei
- Wu Weiren (* 1953), chinesischer Nachrichtentechnik-Ingenieur
- Wu Weishan (* 1962), chinesischer Bildhauer
- Wu Weiye (1609–1671), chinesischer Dichter und Politiker
- Wu Wen-chia (* 1963), taiwanischer Tischtennisspieler
- Wu Wen-chien (* 1977), taiwanischer Leichtathlet
- Wu Wenjun (1919–2017), chinesischer Mathematiker
- Wu Wenkai (* 1970), chinesischer Badmintonspieler

#### X
- Wu Xi (* 1989), chinesischer Fußballspieler
- Wu Xianghu (1964–2006), chinesischer Journalist
- Wu Xiangming (* 1938), chinesischer Ingenieur
- Wu Xiaobo (* 1968), chinesischer Autor und Verleger
- Wu Xiaoxuan (* 1958), chinesische Sportschützin
- Wu Xinxiong (* 1949), chinesischer Politiker
- Wu Xinzhi (1928–2021), chinesischer Paläoanthropologe
- Wu Xueqian (1921–2008), chinesischer Politiker, Außenminister der Volksrepublik China (1982–1988)

#### Y
- Wu Yajun (* 1948), chinesische Unternehmerin
- Wu Yanan (Bogenschützin) (* 1964), chinesische Bogenschützin
- Wu Yanan (Handballspielerin) (* 1981), chinesische Handballspielerin
- Wu Yanan (Kanutin) (* 1985), chinesische Kanutin
- Wu Yang (* 1992), chinesische Tischtennisspielerin
- Wu Yanhua (* 1962), chinesischer Raumfahrtingenieur und Verwaltungswissenschaftler
- Wu Yanni (* 1997), chinesische Hürdenläuferin
- Wu Yaozong (1893–1979), chinesischer Theologe; Gründer der Drei-Selbst-Bewegung
- Wu Yen-ming (* 1999), taiwanischer Sprinter
- Wu Yi (Shang-Dynastie) († 1195 v. Chr.), chinesischer König
- Wu Yi (* 1938), chinesische Politikerin
- Wu Yi-fang (1893–1985), chinesische Wissenschaftlerin, Politikerin und Diplomatin
- Wu Yibing (* 1999), chinesischer Tennisspieler
- Wu Yihui (1887–1961), chinesischer Kampfkünstler
- Wu Yiwen (* 1986), chinesische Synchronschwimmerin
- Wu Yize (* 2003), chinesischer Snookerspieler
- Wu Yonggang (1907–1982), chinesischer Regisseur und Drehbuchautor
- Wu You (* 1984), chinesische Ruderin
- Wu Youjia (* 1983), chinesischer Hürdensprinter
- Wu Youxun (1897–1977), chinesischer Physiker
- Wu Yu (Song-Dynastie) (1100–1154), chinesischer Autor
- Wu Yu (Gelehrter) (1872–1949), chinesischer Gelehrter
- Wu Yu (Boxerin) (* 1995), chinesische Boxerin
- Wu Yu (Eisschnellläufer) (* 1997), chinesischer Eisschnellläufer
- Wu Yu-lun (* 1989), taiwanischer Poolbillardspieler
- Wu Yuang (* 1998), chinesischer Sprinter
- Wu Yuhong (* 1966), chinesische Badmintonspielerin
- Wu Yunyong (* 1978), chinesischer Badmintonspieler
- Wu Yuzhang (1878–1966), chinesischer Politiker, Erziehungswissenschaftler und Hochschullehrer

#### Z
- Wu Zhenglong (* 1964), chinesischer Politiker
- Wu Zhengyi (1916–2013), chinesischer Botaniker
- Wu Zhifan (* 2001), chinesische Mountainbike-Fahrerin
- Wu Zhiqiang (* 1994), chinesischer Sprinter
- Wu Zhongbi (1919–2007), chinesischer Mediziner

### Familienname nachgestellt
- Alice Wu (* 1970), sino-amerikanische Regisseurin und Drehbuchautorin
- Annie Wu (Geschäftsfrau) (* 1948), chinesische Geschäftsfrau und Politikerin
- Annie Wu (Schauspielerin) (* 1978), chinesische Schauspielerin und Model
- Annie Wu (Comicautorin) (* 1988), amerikanische Comicautorin
- Chien-Shiung Wu (1912–1997), chinesisch-US-amerikanische Physikerin
- Chun-Hsien Wu (* 1967), taiwanischer Tänzer und Choreograf
- Constance Wu (* 1982), US-amerikanische Schauspielerin
- Danica Wu (* 1992), kanadische Fußballspielerin
- Daniel Wu (* 1974), chinesisch-US-amerikanischer Schauspieler
- David Wu (Filmeditor) (* 1952), kanadischer Filmeditor, Regisseur und Schauspieler
- David Wu (Politiker) (* 1955), US-amerikanischer Politiker
- Ed Wu, US-amerikanischer Kameramann
- Edward M. Wu, US-amerikanischer Ingenieur
- Elie Wu (* 1983), US-amerikanische Badmintonspielerin
- Elisabetta Wu (* 1946), chinesisch-italienische Schauspielerin
- Emma Wu (* 1989), taiwanische Schauspielerin und Sängerin
- Fa-Yueh Wu (1932–2020), chinesisch-US-amerikanischer Physiker
- Felipe Almeida Wu (* 1992), brasilianischer Sportschütze
- Gigi Wu (1982–2019), taiwanische Bergsteigerin
- Harry Wu (1937–2016), chinesischer Dissident in den Vereinigten Staaten
- Hongjun Wu, Kryptograph
- Janice Wu (* 1992), chinesische Schauspielerin
- Jason Wu (* 1982), taiwanisch-kanadischer Modedesigner
- Jennifer Pédussel Wu, US-amerikanische Wirtschaftswissenschaftlerin
- Joe Wu (* 1986), neuseeländischer Badmintonspieler
- John Baptist Wu Cheng-chung (1925–2002), chinesischer Geistlicher, Bischof von Hongkong
- Joseph Wu (* 1954), taiwanischer Politiker und Außenminister
- Joseph Wu Qinjing (* 1968), chinesischer Geistlicher, Bischof von Peking
- Josephine Wu (* 1995), kanadische Badmintonspielerin
- Kin San Wu (* 1985), chinesischer Radrennfahrer
- Kris Wu (* 1990), chinesisch-kanadischer Schauspieler, Rapper, Sänger und Model
- Kristy Wu (* 1982), US-amerikanische Schauspielerin und Synchronsprecherin
- Kuo-Chu Wu (1970–2006), taiwanischer Choreograf
- Mali Wu (* 1957), taiwanische Installations- und Konzeptkünstlerin
- Melissa Wu (* 1992), australische Wasserspringerin
- Michael Wu (* 1982), hongkong-chinesischer Tennisspieler
- Michelle Wu (Triathletin) (* 1983), australische Duathletin und Triathletin
- Michelle Wu (Politikerin) (* 1985), US-amerikanische Politikerin, gewählte Bürgermeisterin von Boston
- Myolie Wu (* 1979), hongkong-chinesische Schauspielerin
- Naomi Wu, chinesische DIY-Herstellerin und Internet-Persönlichkeit
- Peter Wu Junwei (1963–2022), chinesischer Geistlicher, Bischof von Yuncheng
- Peter Wu Yishun (* 1964), chinesischer römisch-katholischer Geistlicher, Bischof der Apostolischen Präfektur Shaowu
- Ray Wu (1928–2008), US-amerikanischer Molekularbiologe und Genetiker
- Sandra Wu (* 1976), malaysische Squashspielerin
- Sau Lan Wu (* 1940), US-amerikanische Physikerin
- Sijue Wu (* 1964), US-amerikanisch-chinesische Mathematikerin
- Sophie Wu (* 1983), britische Schauspielerin
- Tai Tsun Wu (1933–2024), US-amerikanischer theoretischer Physiker
- Theodore Yao-Tsu Wu (1924–2023), chinesisch-amerikanischer Ingenieur
- Tim Wu (* 1972), US-amerikanischer Rechtswissenschaftler
- Tom Wu (* 1972), britisch-hongkong-chinesischer Schauspieler
- Vivian Wu (* 1966), chinesische Schauspielerin

## Fiktive Namensträger
- Wu, Hauptprotagonist in der Animationsserie Ninjago